# Obernkirchener Bildhauersymposion
Das Obernkirchener Bildhauersymposium fand erstmals im Jahre 1988 in Obernkirchen, einer Kleinstadt in Niedersachsen statt und wurde seit 1997 kontinuierlich alle drei Jahre fortgesetzt. Während des 5. Bildhauersymposions fand neben dem Bildhauersymposion Obernkirchen ein interaktives Erstellen eines Kunstwerks statt, wobei eine Skizze von einem Künstler im Internet erstellt wird und Künstler vor Ort diese Idee in Stein umsetzen und sich dabei während der Ausführung konsultieren und besprechen.
Die steinernen Skulpturen aus den Symposien sind, soweit sie in Obernkirchen verblieben, mittlerweile auf einem vier Kilometer langen Skulpturenweg bei Obernkirchen aufgestellt.

## Bildhauersymposion Obernkirchen
Für die Bildhauersymposien in Obernkirchen werden aus den eingehenden Bewerbungen Bildhauer ausgewählt, die auf dem historischen Kirchplatz der Stadt Obernkirchen Skulpturen aus dem heimischen Obernkirchener Sandstein schaffen.
Das Interesse an dieser Kunstform ist groß, so kamen nach Angaben des Veranstalters im Jahre 2006 14000 Besucher auf den Kirchplatz und nutzten die Gelegenheit, Künstlern bei ihren gestalterischen Arbeiten zuzusehen oder mit ihnen zu diskutieren. Veranstaltet werden die Symposien in Obernkirchen von einem Verein, der durch Sponsoren bei der Durchführung unterstützt wird.

## Interaktives Bildhauersymposion
Während des 5. Bildhauersymposions Obernkirchen im Jahre 2003 wurde eine neue Idee entwickelt, die Entwicklung einer Skulptur über das Internet. Dabei planen und zeichnen Künstler ein Bildwerk und ein ausführende Bildhauer setzt die Zeichnung in Naturstein um. Die Künstler verständigen sich über das Internet und die Entwicklung und das Ergebnis des Kunstwerks wird weltweit publiziert. Dabei entwickelte der US-amerikanische Bildhauer Michael Re aus Schaumburg aus Illinois eine Internetskizze, die der Bildhauer Klaus Vieregge auf dem Kirchplatz in Obernkirchen ausführte. Der japanische Bildhauer Isamu Fujimoto vom Asago Art Museum zeichnete im Internet eine Skizze, die der Bildhauer Pascal Schmidt ausführte. Partner dieses Internet-Bildhauersymposions waren der Internationale Obernkirchener Bildhauer-Symposion e. V. und das Asago Art Museum in Japan.
Während des 6. Internationalen Obernkirchener Bildhauer-Symposium im Jahre 2006 fand das 2. Interaktive Bildhauer-Symposium
statt, dabei wurden vom japanischen Künstler Isamu Fujimoto Skizzen im Internet erarbeitet, die der Bildhauer Fried Schange aus Telgte in Deutschland auf dem Kirchplatz in Obernkirchener Sandstein umsetzte.

## Teilnehmer seit 1997

### 4. Bildhauersymposion 1997
Am Bildhauersymposion Symposium im Jahre 1997 nahmen teil:
| - Susanne Christensen, Island - Girts Burvis, Lettland - Enea Coi, Italien | - Tobias Geron Gerstner, Deutschland - Inez Hegeman, Niederlande - Peter Morse, USA | - Tanja Preminger, Israel - Günter Schulz, Deutschland - Tobel, Deutschland | - Keizo Ushio, Japan - Holger Vanicek, Belgien - Klaus Vieregge, Deutschland | - Laura White, Großbritannien |

### 5. Bildhauersymposion 2000
Am 5. Bildhauersymposion Obernkirchen im Jahre 2000 nahmen teil:
| - Poul Bækhøj, Hadsund, Dänemark - Girts Burvis. Riga, Lettland - Geits Burvis, Riga, Lettland | - Igor Brown, Tel-Aviv, Israel - Fabrizio Dieci, Carrara, Italien - Tutani Mgabazi, Mutorashanga, Simbabwe | - Hans Reijnders, Venlo, Niederlande - Günter Schulz, Obernkirchen, Deutschland - Enghis Septimiu, Sibiu, Rumänien | - Anne Sewcz, Rostock, Deutschland - Wladimir Slobodtschikow, Minsk, Weißrussland - Tobel, Valley, Deutschland | - Keizo Ushio, Hyogo, Japan |

### 6. Bildhauersymposion 2003
Am 6. Bildhauersymposion Obernkirchen im Jahre 2003 nahmen teil:
| - Ursula Beiler, Silz Österreich - Jos Beurskens, Beesel, Niederlande - Thorsten Bisby-Saludas, Berlin, Deutschland | - Horacio Castrejón, Mexiko - Ted Carrasco, Ted, Saurat, Frankreich - Roland Höft, Lemgo, Deutschland | - Kai Lölke, Hannover, Deutschland - Gisela Milse, Radbruch, Deutschland - Jean-F., Ortiz-Garcia, Paris, Frankreich | - Ricarda Skibbe, Hannover, Deutschland |

### 9. Bildhauersymposium 2012
Am 9. Internationalen Obernkirchener Bildhauersymposium im Jahre 2012 nahmen teil:
| - Algimantas Slapikas, Litauen - Ce Zhang, China - Christoph Schindler, Deutschland | - Gideon Gomo, Zimbabwe - Gudrun Schuster, Deutschland - Ingeborg Obrez-Schmidt, Deutschland | - Perlagia Mutyavaviri, Zimbabwe - Petra Lange, Italien - Tanja von Triller, Deutschland | - Ralf Ehmann, Deutschland - Stefan Esterbauer, Österreich |

### 13. Bildhauersymposium 2024
Am 13. Internationalen Obernkirchener Bildhauersymposium im Jahr 2024 nahmen acht Künstlerinnen und Künstler teil:
| - Ursula Güttsches, Deutschland - Bettino Francini, Italien | - Christoph Schindler, Deutschland - Gleb Dusavitskiy, Dänemark | - Sofia Mayer, Deutschland - Catiuscia Dotto, Brasilien | - Bernhard Männel, Deutschland - Stefan Esterbauer, Österreich |